# Rana bwana
Rana bwana é uma espécie de anfíbio da família Ranidae.
Pode ser encontrada nos seguintes países: Equador e Peru.
Os seus habitats naturais são: florestas subtropicais ou tropicais húmidas de baixa altitude, rios, marismas de água doce, marismas intermitentes de água doce, jardins rurais e florestas secundárias altamente degradadas.
Está ameaçada por perda de habitat.